# 中国婚礼
《中国婚礼》，是中国大陆湖南卫视推出的一档婚礼文化纪实节目，该节目是湖南卫视的原创节目，由制作过《中餐厅》的王恬工作室打造，主要讲述艺人嘉宾为素人准新人量身定制专属婚礼的过程，探索“中国婚礼”的无限可能。第一季于2022年3月15日启动录制，2022年4月16日起每週六22:00接档《勇往直前的我们》播出。第二季于2023年3月28日启动录制，2023年4月23日21:00播出先导片，2023年4月30日起每週日20:10接档《云上的小店第二季》播出。

## 简介
《中国婚礼》每季邀请到六对素人准新人，并由艺人嘉宾通过观察和实地探访等形式，为素人准新人量身定制专属婚礼，向观众呈现“中国婚礼”的无限可能。

## 季度概述
| 季度 | 副标题         | 开播          | 完结          | 集数 |
| ---- | -------------- | ------------- | ------------- | ---- |
| 1    | 我的女儿出嫁了 | 2022年4月16日 | 2022年7月9日  | 12   |
| 2    | 好事成双季     | 2023年4月30日 | 2023年7月23日 | 12   |

### 中国婚礼—我的女儿出嫁了（2022）
《中国婚礼—我的女儿出嫁了》由主理人蔡国庆、“首席惊喜官”大张伟以及“福将”沈梦辰和白举纲组成一家“幸福无限工作室”，并由“幸福无限工作室”全程为六对准新人提供服务。此外，节目还从“父亲嫁女儿”的视角出发，安排准女婿在新婚前与岳父同住三天，为翁婿关系破冰创造机会。节目每两期为一个单元，其中第一期由“幸福无限工作室”成员与准新人在演播室观察准女婿与岳父同住期间的生活状况，并与准新人讨论婚礼细节，第二期则完整呈现婚礼的筹备与举办过程。节目于2022年4月16日首播，并于7月9日完结。

### 中国婚礼—好事成双季（2023）
《中国婚礼—好事成双季》以双线交叉叙事的方式，每四期为一个单元，聚焦不同地域两对新人的婚礼，诠释“好事成双”的主题。节目还在同住模式上作出了升级，取消了观察室的设置，由夫妻档艺人嘉宾作为“幸福惊喜官”与新人同住三天，并帮助他们筹备婚礼，以沉浸式的视角观察新人的生活状况。每个单元前两期完整记录“幸福惊喜官”与新人同住期间的生活状况，后两期则分别呈现两场婚礼的筹备与举办过程。此外，本季节目更加注重对中国婚礼文化底蕴的挖掘、文化底色的彰显，以特色文化和风土人情丰富“中国婚礼”的内涵。节目于2023年4月23日播出先导片，于4月30日首播，并于7月23日完结。